# Pátkai Máté
Pátkai Máté (Budapest, 1988. március 6. –) magyar válogatott labdarúgó, középpályás.

## Pályafutása

### Klubcsapatban
Több utánpótlás együttese is volt, mielőtt az MTK Budapest FC akadémiájára került. Itt végigjárta a korosztályos csapatokat.
Először NB I-es mérkőzésen 2006. október 27-én lépett pályára az FC Fehérvár ellen 1–0-ra elveszített bajnokin, csereként 13 percet kapott. Még kétszer szerepelt a szezonban, az utolsó két mérkőzésen kezdőként végig a pályán volt. 2007. május 22-én megszerezte első NB I-es gólját a Győri ETO ellen.
A következő szezonokban már a csapat alapemberének számított, mindig legalább 20 mérkőzésen pályára lépett. 2007-ben ezüst-, míg 2008-ban aranyérmet szereztek.
2008 januárjában fogászati műtéten esett át a törökországi edzőtáborozás során. 2008 októberében az Újpest ellen részleges külsőbokaszalag-szakadást szenvedett, megműtötték és másfél hónapig nem léphetett pályára.
2009-ben tagja volt az Összefogás Napja alkalmából rendezett teremtornát megnyert MTK csapatának.
2011 nyarán nem hosszabbította meg a 2012 nyarán lejáró szerződését az MTK-val, ezért kikerült a csapat keretéből, az őszi szezonban egyetlen mérkőzésen sem lépett pályára. 2012 januárjában a Győri ETO-hoz igazolt.
A 2012–2013-as szezonban bajnoki címet nyert a Győrrel. A 2014–2015-ös szezon 6. fordulójában mesterhármast szerzett a Dunaújváros ellen 4–3-ra megnyert mérkőzésen. 2015 nyarán három és fél év elteltével távozott az ETO-tól és a Videoton csapatához írt alá. A győri csapatban 106 bajnoki mérkőzésen lépett pályára és 23 gólt szerzett.
Öt éven át volt a székesfehérvári klub játékosa, amellyel 2018-ban bajnok volt, 2019-ben pedig kupagyőztes, ezenkívül tagja voölt az Európa-liga csoportkörébe jutó csapatnak is a 2017–2018-as szezonban. Összesen 146 bajnoki mérkőzésen tizenötször volt eredményes a Videotonban, majd 2020 szeptemberében az NB II-ben szereplő Vasas SC-ben folytatta pályafutását.
2023 októberében bejelentette visszavonulását.

### A válogatottban
Beválogatták a magyar U20-as és magyar U21-es válogatottba.
A felnőtt válogatottban huszonhárom alkalommal szerepelt. A 2019-es Eb-selejtezőn ő lőtte a győztes gólt Horvátország és Wales ellen is.

## Sikerei, díjai
MTK Budapest
- Magyar bajnok (1) : 2008
- Magyar bajnoki ezüstérmes (1) : 2007

 Győri ETO FC
- Magyar bajnok (1) : 2013

 Videoton
- Magyar bajnok (1) : 2017–18
- Magyar bajnoki ezüstérmes (4) : 2015–16, 2016-17, 2018–19, 2019–20

 Vasas
- Magyar másodosztályú bajnok (1): 2021–22

## Statisztika

### A válogatottban
| Magyarország | Magyarország | Magyarország |
| Év           | Mérk.        | Gólok        |
| ------------ | ------------ | ------------ |
| 2012         | 2            | 0            |
| 2013         | 1            | 0            |
| 2014         | 2            | 0            |
| 2015         | –            | –            |
| 2016         | –            | –            |
| 2017         | 6            | 0            |
| 2018         | 7            | 0            |
| 2019         | 5            | 2            |
| Összesen     | 23           | 2            |

### Mérkőzései a válogatottban
| Magyarország | Magyarország         | Magyarország                          | Magyarország     | Magyarország | Magyarország | Magyarország    | Magyarország | Magyarország    |
| #            | Dátum                | Helyszín                              | Hazai            | Eredmény     | Vendég       | Kiírás          | Gólok        | Esemény         |
| ------------ | -------------------- | ------------------------------------- | ---------------- | ------------ | ------------ | --------------- | ------------ | --------------- |
| 1.           | 2012. október 16.    | Budapest, Puskás Ferenc Stadion       | Magyarország     | 3 – 1        | Törökország  | vb-selejtező    | -            | a szünetben 52' |
| 2.           | 2012. november 14.   | Budapest, Puskás Ferenc Stadion       | Magyarország     | 0 – 2        | Norvégia     | barátságos      | -            | a szünetben     |
| 3.           | 2013. június 6.      | Győr, ETO Park                        | Magyarország     | 1 – 0        | Kuvait       | barátságos      | -            | 81'             |
| 4.           | 2014. május 22.      | Debrecen, Nagyerdei stadion           | Magyarország     | 2 – 2        | Dánia        | barátságos      | -            | a szünetben     |
| 5.           | 2014. június 4.      | Budapest, Puskás Ferenc Stadion       | Magyarország     | 1 – 0        | Albánia      | barátságos      | -            | 55'             |
| 6.           | 2017. augusztus 31.  | Budapest, Groupama Aréna              | Magyarország     | 3 – 1        | Lettország   | vb-selejtező    | -            |                 |
| 7.           | 2017. szeptember 3.  | Budapest, Groupama Aréna              | Magyarország     | 0 – 1        | Portugália   | vb-selejtező    | -            | 20'             |
| 8.           | 2017. október 7.     | Bázel, St. Jakob-Park                 | Svájc            | 5 – 2        | Magyarország | vb-selejtező    | -            |                 |
| 9.           | 2017. október 10.    | Budapest, Groupama Aréna              | Magyarország     | 1 – 0        | Feröer       | vb-selejtező    | -            |                 |
| 10.          | 2017. november 9.    | Luxembourg, Stade Josy Barthel        | Luxemburg        | 2 – 1        | Magyarország | barátságos      | -            |                 |
| 11.          | 2017. november 14.   | Budapest, Groupama Aréna              | Magyarország     | 1 – 0        | Costa Rica   | barátságos      | -            | 11'             |
| 12.          | 2018. március 23.    | Budapest, Groupama Aréna              | Magyarország     | 2 – 3        | Kazahsztán   | barátságos      | -            | 72'             |
| 13.          | 2018. március 27.    | Budapest, Groupama Aréna              | Magyarország     | 0 – 1        | Skócia       | barátságos      | -            | 67'             |
| 14.          | 2018. június 6.      | Breszt, Regionaler Sportkomplex Brest | Fehéroroszország | 1 – 1        | Magyarország | barátságos      | -            | 70' 88'         |
| 15.          | 2018. szeptember 8.  | Tampere, Tampere Stadion              | Finnország       | 1 – 0        | Magyarország | Nemzetek Ligája | -            |                 |
| 16.          | 2018. szeptember 11. | Budapest, Groupama Aréna              | Magyarország     | 2 – 1        | Görögország  | Nemzetek Ligája | -            | 81'             |
| 17.          | 2018. október 15.    | Tallinn, A. Le Coq Aréna              | Észtország       | 3 – 3        | Magyarország | Nemzetek Ligája | -            | 68' 70'         |
| 18.          | 2018. november 15.   | Budapest, Groupama Aréna              | Magyarország     | 2 – 0        | Észtország   | Nemzetek Ligája | -            | 63'             |
| 19.          | 2019. március 24.    | Budapest, Groupama Aréna              | Magyarország     | 2 – 1        | Horvátország | Eb-selejtező    | 1            | 76'             |
| 20.          | 2019. június 8.      | Baku, Olimpiai Stadion                | Azerbajdzsán     | 1 – 3        | Magyarország | Eb-selejtező    | -            | 72'             |
| 21.          | 2019. június 11.     | Budapest, Groupama Aréna              | Magyarország     | 1 – 0        | Wales        | Eb-selejtező    | 1            | 39' 80'         |
| 22.          | 2019. szeptember 9.  | Budapest, Groupama Aréna              | Magyarország     | 1 – 2        | Szlovákia    | Eb-selejtező    | -            | 65' 69'         |
| 23.          | 2019. november 19.   | Cardiff, Cardiff City Stadion         | Wales            | 2 – 0        | Magyarország | Eb-selejtező    | -            | 66'             |
|              | Összesen             |                                       |                  | 23           | mérkőzés     |                 | 2            | gól             |